# Adrien Jardinier
Narcisse-Adrien Jardinier (* 15. April 1808 in Monthey; † 26. Februar 1901 in Sitten) war Bischof von Sitten.

## Leben
Jardinier war der Sohn von Pierre-Joseph Jardinier und dessen zweiter Frau Marie-Catherine Pinguet. Er hatte fünf ältere Brüder und eine Schwester. In seinem Geburtsjahr erhielt sein Vater das Bürgerrecht von Monthey. Nach dem Besuch des Kollegiums in Sitten trat er ins Priesterseminar ein. Die Priesterweihe empfing er 1832 durch Moritz Fabian Roten. Die politischen Unruhen von 1843 und 1844 verhinderten seine Vikartätigkeit in Monthey, die er 1833 übernommen hatte. Die Berufung zum Pfarrer von Troistorrents erfolgte 1845. Zusätzlich wurde er 1852 Dekan von Monthey und erhielt 1865 die Würde eines Titulardomherrn.
Der Grosse Rat wählte ihn 1875 aus einem Vierervorschlag des Domkapitels als Nachfolger des verstorbenen Pierre-François de Preux zum Bischof von Sitten. Erstmals seit 1418 stammte der Bischof nicht mehr aus dem Gebiet der früheren sieben Zenden, sondern aus dem französischsprachigen Unterwallis. Papst Pius IX. bestätigte die Wahl. Die Bischofsweihe spendete ihm am 5. Dezember desselben Jahres Etienne Marilley, Bischof von Lausanne und Genf; Mitkonsekratoren waren Eugène Amable Jean Claude Lachat CPPS, Bischof von Basel, und Etienne-Barthélémy Bagnoud CRA, Abtbischof von Saint-Maurice.
Der langjährige Streit zwischen Kirche und Staat, der 1848 mit der Säkularisation von Kirchengütern begann und 1859 nur vorübergehend entschärft wurde, konnte 1879 mit einer Vereinbarung endgültig beigelegt werden. Durch Papst Leo XIII. erfolgte 1880 die Ernennung zum päpstlichen Thronassistenten. Zwischen 1891 und 1892 stand er der Schweizerischen Bischofskonferenz vor. Aufgrund seiner nachlassenden Gesundheit wurde ihm 1895 mit Jules-Maurice Abbet ein Hilfsbischof zur Seite gestellt.

## Pfarreigründungen
- 1877: Blitzingen
- 1879: Bürchen
- 1880: Arbaz
- 1884: Chandolin
- 1885: Bex
- 1892: Eisten
- 1893: Saas-Almagell
- 1893: Saas-Fee
- 1893: Salins